# Melón Jiménez
Daniel "Melón" Jiménez (Wiesbaden, Alemania, 27 de noviembre de 1986),  es un guitarrista de flamenco, compositor y productor hispano-alemán.

## Biografía
Nació en Alemania por las circunstancias laborales de su padre, el guitarrista Miguel Jiménez, discípulo directo del maestro jerezano Rafael del Águila. Fue su padre quien le enseñó desde pequeño a tocar la guitarra y a los dos años -explica- aprendió ya a hacer el ventilador, una técnica de acompañamiento de la rumba catalana. Fue en casa donde desde siempre escuchó flamenco desde El Torta a Moraíto, Paco de Lucía y Camarón o el Agujetas. También creció con los clásicos porque su madre, que tocaba el piano le enseñaba piezas clásicas de Mozart y Chopin.  A los siete años empezó a tocar más en serio... tientos, soleá, bulerías, con la referencia de Jerez donde su padre se crio. Creció en Madrid.  
En 2001 salió por primera vez de España a trabajar con Antonio Carmona para hacer unos temas con el puertorriqueño Robi Draco Rosa. A raíz de este trabajo conectó con Niña Pastori y a los 14 años entró a formar parte de su banda como guitarrista oficial. Con ella recorre los escenarios de todo el mundo.
En 2009 acompaña a Enrique Morente en lo que serían sus últimos conciertos y en 2011 toma el relevo al maestro Pepe Habichuela acompañando a Anoushka Shankar en su gira internacional presentado "Traveler"   
Entre sus referentes musicales se encuentran Niño Ricardo, Paco de Lucía, Moraíto, su padre Miguel Jimenez, Pepe Habichuela, Django Reinhardt o Wes Montgomery
En 2019 presentó su primer trabajo como guitarrista flamenco fue "El sonido de los colores", un homenaje a través de los palos del flamenco al arte de la pintura con Miró, Picasso, Dalí, Sorolla, Romero de Torres, Juan Gris y Bonifacio como protagonistas.
Empieza a trabajar también con Jorge Pardo.  A lo largo de su carrera ha colaborado con Pitingo, Mulatu Astatke, Jorge Pardo, Estrella Morente, Armando Manzanero, Ketama, Javier Colina, Tino di Geraldo, Richard Bona, etc.
Familiarizado con el sonido de la tabla india por haber trabajado con Anoushka Shankar la guitarra flamenca de Jiménez es capaz de emular el sitar. De esta experiencia se nutre en 2021 en el proyecto liderado por Tino di Geraldo A Kali canto en el que también interviene Lara Wong tocando el bansuri. Adaptan temas influyentes en la memoria musical de Di Geraldo (Weather Report, John McLaughlin, Gwana Fusion...) y elaboran temas propios.
En 2022 Jiménez forma parte del Jorge Pardo Quartet, colabora con  Carles Benavent (Benavente), es productor y guitarrista de Rosa de los Vientos primer trabajo de Lara Wong y es uno de los músicos que acompaña con frecuencia a Lourdes Pastor.
En 2022 presenta su segundo trabajo: Ecos de Magerit. Con su composición el Gato Montoya fue finalista en el I Premio SGAE de flamenco Paco de Lucía.
En 2024 presenta Confluencias un trabajo con Lara Wong de jazz y flamenco en el que  por primera vez introducen sonidos electrónicos y experimentan con la guitarra, la flauta y el bansuri, la tabla India, cárcavas marroquíes y cucharas canadienses. 

## Discografía
- Confluencias (2024) con Lara Wong Melón Jiménez con Lara Wong, Jorge Pardo, Mario Carrillo e Ivan Mellen. FeminaJazz Madrid 2024

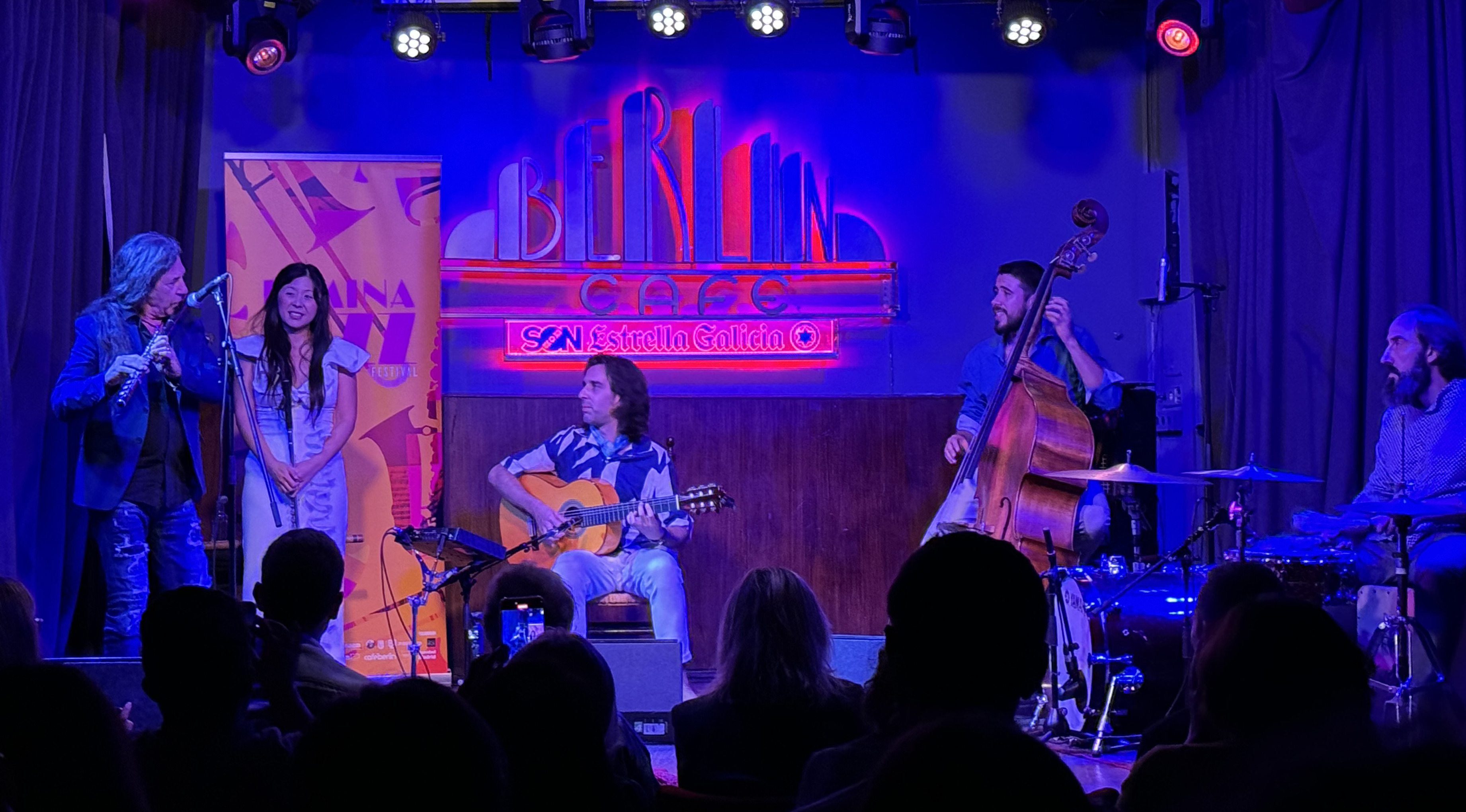
Melón Jiménez con Lara Wong, Jorge Pardo, Mario Carrillo e Ivan Mellen. FeminaJazz Madrid 2024

- El sonido de los colores (2019)
- Ecos de Magerit (2022)

. Confluencias 
. De Sevilla a Kerla 
. Finisterre 
. Un nuevo Amanecer 
. Paraná ft. Gal Maestro 
. Kalima 
. Pardo perdío (homenaje a Jorge Pardo) 
. Farruca Opus 1

### Colaboraciones
- Rosa de los Vientos (2022) con Lara Wong (guitarra y producción)
- La Muralla (2022) con Israel Suarez Piraña
- Benavente (2022) con Carles Benavent